# 同步卫星
同步卫星：其公转与轨道中央星自转的周期与方向均相同的卫星。

其與星球之間引力與衛星向心力相等
{\displaystyle mg=mv^{2}/r}
其速度{\displaystyle v={\sqrt {gr}}}
特例：

静止同步卫星：当同步卫星的轨道倾角为零时，卫星能被垂直投影在中央星的一个固定点上。